# نموذج طلب تقديم عرض
طلب تقديم العروض (بالإنجليزية: request for proposal)‏ ويتم اختصاره بالإنجليزية على (RFP )هو وثيقة تصف احتياجات المشروع المراد تنفيذه وتسأل عن الحلول المقترحة من الباعة المؤهلين لتنفيذ المشروع. ووجود RFP جيد يساعدك في الحصول على مورد جيد لتنفيذ مشروعك والانتهاء منه كما خُطط له.

## نبذة
معظم المنظمات قد تواجه بعض العقبات أثناء عملها، ومع هذا قد لا تملك الخبرات أو المصادر التي تساعدها على تجاوز هذه المحنة داخلياً. في مثل هذه الحالات من الطبيعي أن تتعاقد المنظمة مع جهة خارجية أو ايجاد شريك يساعدها في حل المشكلة، لكن السؤال هو: كيف تقرر المنظمة أي شريك أو منظمة يجب أن تتعامل معها ؟ على مدى العقود القليلة الماضية كانت أكثر الردود تجيب عن هذا عن طريق طلب تقديم العروض. فما هو “طلب تقديم العروض” ؟

“طلب تقديم العروض” هو وثيقة تصف احتياجات المنظمة في مجال محدد وتسأل عن الحلول المقترحة مقترنة بـ (الأسعار، الوقت، و تفاصيل أخرى) من باعة مؤهلين. لذلك يمكننا القول أنه عند وجود “طلب تقديم عرض” جيد يمكن للمنظمة الحصول على باعة جدد ذو درجة عالية من التأهيل، ومستشارين أصحاب خبرة عالية، وضمان تنفيذ المشروع كما هو مخطط له.

## الغرض من “طلب تقديم العروض”
أي من الأسباب الثلاثة التالية هو سبب كافي لإصدار “طلب تقديم عرض”:
1. البحث عن أفضل بائع/مزود خدمة يناسب احتياج منظمتك: إن الإعلان عن حاجتك لمشروع وإيجاد فرصة للشركات المعروفة وغير المعروفة للتنافس سيحسن فرصك في إيجاد بائع مناسب لاحتياجاتك الحالية.
2. المساءلة وإيجاد حوكمة جيدة: بسبب طبيعتها المفتوحة، النزاهة والشفافية تشجع عملية تقديم العروض وتقلل من وجود الفساد والمحسوبيات.
3. تقييم الاحتياجات: عملية كتابة “طلب تقديم عرض” يعطيك الفرصة لمقابلة أصحاب المصلحة الرئيسيين، وردم الفجوة بين تطلعاتهم وواقع المشروع وإيجاد متطلبات واضحة وملموسة وقابلة للقياس والتي بدورها ستقود المشروع للنجاح.